# 瘤果柯
瘤果柯（学名：Lithocarpus handelianus）为壳斗科柯属的植物，为中国的特有植物。分布于中国大陆的海南等地，生长于海拔400米至1,000米的地区，常生于常绿阔叶林中，目前尚未由人工引种栽培。

## 别名
大叶橼、大脚板（海南） 大叶石栎